# Michele Chiesa
Michele Chiesa (Chieri, 19 febbraio 1831 – Torino, 18 marzo 1918) è stato un imprenditore, banchiere e politico italiano.

## Biografia
Nacque a Torino nel 1831, figlio di Giuseppe Chiesa e di Margherita Masera. Occupò un posto preminente fra gli imprenditori che diedero impulso e incremento all'industria nazionale. Direttore e comproprietario del cotonificio di Rivarolo Canavese, con una nuova organizzazione produttiva, trasformò lo stabilimento in uno dei primi del genere in Italia e all'estero. 
A 19 anni era stato associato, insieme ai fratelli, alla Manifattura di Rivarolo Canavese, con incarichi anche amministrativi, dal padre industriale in tessuti di cotone e lino. Nel 1867, insieme al fratello, avviò la Manifattura di S. Giorgio Canavese. Poi assunse anche la gestione del cotonificio di Serravalle Scrivia. Nel 1876 fondò la filatura di Cuorgné. Successivamente costituì la Società anonima della Manifattura di Rivarolo e di S. Giorgio Canavese. 
Fu deputato del Regno d'Italia nella legislatura XVI|XVII|XVIII|XIX|XX per il collegio di Ivrea e Caluso e poi senatore nel giugno 1900.